# Wehrgerechtigkeit
Wehrgerechtigkeit ist in Deutschland ein verfassungsrechtliches Gebot und eine Ausprägung des allgemeinen Gleichheitssatzes aus Art. 3 Abs. 1 GG.
Da die Wehrpflicht in Deutschland seit 1. Juli 2011 ausgesetzt ist, hat die Wehrgerechtigkeit nur noch im Spannungs- und Verteidigungsfall Bedeutung.

## Kriterien für Wehrgerechtigkeit
Wehrgerechtigkeit sollte durch die allgemeine Wehrpflicht gewährleistet werden, indem allen männlichen Staatsbürgern die Last der Landes- und Bündnisverteidigung möglichst gleichmäßig auferlegt wird (§ 1 Abs. 1 WPflG). Sie erfordert zugleich eine hinreichend bestimmte normative Festlegung der Wehrdienstausnahmen (§§ 9 ff. WPflG).
Das Bundesverwaltungsgericht weist unter Bezugnahme auf die Rechtsprechung des Bundesverfassungsgerichts darauf hin, dass der Gesetzgeber bei der Festlegung der Wehrdienstausnahmen und Einberufungshindernisse keine unbeschränkte Gestaltungsfreiheit genieße. Zugleich betont es die Pflicht zur Abwägung zwischen der Notwendigkeit einer wirksamen Landesverteidigung und der Erfüllung der Bündnisverpflichtungen einerseits und den Anforderungen an die Wehrgerechtigkeit andererseits.
Für die Frage, ob das Gebot der Wehrgerechtigkeit verletzt ist, kann nach Ansicht des Bundesverfassungsgerichts einerseits die Zahl derjenigen, die tatsächlich Wehrdienst leisten, der Zahl derer gegenübergestellt, die nach Maßgabe der gesetzlichen Bestimmungen für den Wehrdienst zur Verfügung stehen (sog. Innenwirkung des Gebots der Wehrgerechtigkeit) und andererseits die Zahl der tatsächlich zum Wehrdienst Einberufenen ins Verhältnis zur Zahl aller Männer eines Geburtsjahrgangs gesetzt werden (sog. Außenwirkung des Gebots der Wehrgerechtigkeit).
Ein Verstoß gegen die Wehrgerechtigkeit führt bei dem Wehrpflichtigen zu einem Abwehrrecht, das er seiner Einberufung entgegensetzen kann.

## Verwirklichung von Wehrgerechtigkeit
Wehrgerechtigkeit ist nur gewährleistet, wenn die Zahl derjenigen, die tatsächlich Wehrdienst leisten, der Zahl derjenigen, die nach Maßgabe der Bestimmungen des Wehrpflichtgesetzes für den Wehrdienst zur Verfügung stehen, zumindest nahe kommt. Hiernach droht immer dann eine Verletzung der Wehrgerechtigkeit, wenn die Zahl der Angehörigen eines Altersjahrgangs, die tatsächlich Wehrdienst leisten, deutlich hinter der Zahl der verfügbaren Wehrpflichtigen dieses Jahrgangs zurückbleibt.
Das Grundproblem für die Bundeswehr bestand seit ihrer Gründung im Jahr 1956 darin, dass ihr immer mehr Wehrpflichtige zur Verfügung standen als sie Personal benötigte.
In den Anfangsjahren bestimmte die Bundeswehrverwaltung daher diejenigen Wehrpflichtigen, die zur personellen Bedarfsdeckung der Armee über das notwendige Maß an Zeit- und Berufssoldaten hinaus gebraucht wurden, in einem Losverfahren. So war bereits bei der Aushebung nach dem Reichs-Militärgesetz von 1874 verfahren worden. Mit 30 bis 40 % aller Wehrdienstpflichtigen war der Bedarf der Bundeswehr gedeckt. Damit mehr Wehrpflichtige eines Jahrgangs die Bundeswehr durchlaufen, wurde auf Initiative des Kabinetts Brandt I die Dauer des Wehrdienstes von 18 auf 15 Monate gesenkt. Außerdem wurden mehr Kriegsdienstverweigerer zum Wehrersatzdienst einberufen, um die Zahl derer, die keine staatsbürgerlichen Dienstpflichten erfüllen, zu senken.
Nachdem die Quote der Wehrdienstleistenden dadurch aber nur auf rund 50 % erhöht werden konnte, sollte eine von der Bundesregierung eingesetzte interministerielle Arbeitsgruppe die Frage der Wehrgerechtigkeit im Zusammenhang mit der Wehrstruktur untersuchen.
Die sog. Dienstgerechtigkeit, also die Ableistung von Grundwehr- und Ersatzdienst in Relation zu den wehrdiensttauglichen jungen Männern eines Jahrgangs, lag im Jahr 2009 allerdings bei über 80 %.
Als nach dem Ende des Kalten Krieges die Bundeswehr personell stark verkleinert wurde, konnte das Problem der Wehrgerechtigkeit weder durch eine Verschärfung der Tauglichkeitskriterien noch die Verkürzung des Wehrdienstes auf nur mehr sechs Monate im Jahr 2011 gelöst werden. Auch dieser Umstand führte zur Aussetzung der Wehrpflicht am 1. Juli 2011. Damit fand die Debatte um die Wehrgerechtigkeit ein vorläufiges Ende.

## Tauglichkeitsproblematik
Ebenfalls fragwürdig unter Gerechtigkeitsgesichtspunkten war die Differenzierung zwischen diensttauglich und dienstuntauglich bzw. die rechtlichen Folgen, die sich aus dieser Unterscheidung für die Betroffenen ergeben: In Deutschland mussten – ungeachtet des Gleichheitsgebotes des Grundgesetzes – traditionell nur jene jungen Leute einen Dienst ableisten, die bei der Musterung für tauglich befunden wurden, während jene, die ausgemustert werden, keinen Dienst zu leisten brauchen. Dieser Zustand stand naturgemäß in einem erheblichen Spannungsverhältnis zu Art. 12 GG, der Dienstverpflichtungen an die Bedingung knüpft, dass diese „allgemein und für alle gleich“ gelten mussten.
Kritiker bemängelten als erhebliche Ungerechtigkeit, dass die Bundeswehr selbst über die Kriterien von Tauglichkeit und Untauglichkeit entscheiden durfte und diesen Entscheidungsspielraum vielfach ausnutzte, um junge Leute aufgrund von Gesundheitsbeeinträchtigungen auszumustern, die der Ableistung eines Dienstes durchaus nicht im Wege gestanden wären. Die Bundeswehr, so die Kritik, wandte bei der Vergabe des Tauglichkeitsgrades „dienstuntauglich“ Kriterien der Beliebigkeit an und nicht Kriterien der Notwendigkeit. Weiterhin wurde gefordert, dass selbst solche jungen Leute, die für einen Wehrdienst im engeren Sinne gesundheitlich nicht geeignet waren, aus Rücksicht auf die Gleichheit ersatzweise zu Diensten herangezogen werden sollten, die im Rahmen ihrer physisch-psychischen leistungsmäßigen Möglichkeiten lagen. So hätte z. B. nichts dagegen gesprochen, körperlich schwachen oder leichter behinderten jungen Leuten die Verpflichtung aufzulegen, einen Dienst in Bereichen abzuleisten, die körperlich weniger belastend waren als Wehrdienst und Zivildienst im eigentlichen Sinne. Die Dienstdauer und Arbeitsbedingungen wären dabei natürlich dieselben, nur wäre die Arbeit eben den physischen und/oder psychischen Beeinträchtigungen der betreffenden Personen angepasst gewesen. So hätte man beispielsweise einen schwer Sehbehinderten, anstatt ihn auszumustern, als Telefonisten arbeiten lassen können. Bei dieser Verpflichtungspraxis konnten alle erwerbsfähigen jungen Leute in gleicher Weise verpflichtet werden, was unter Gerechtigkeitsgesichtspunkten natürlich weitaus fairer gewesen wäre, da dann lediglich die erwerbsunfähigen Angehörigen eines Jahrgangs um den Dienst „herum“ gekommen wären, also nur solche Leute die aus dem Nicht-Dienen zumindest keinerlei beruflich-ökonomischen Vorteil gegenüber ihren dienenden Altersgenossen gezogen hätten.

## Einberufungspraxis zum Wehrersatzdienst bis 2011
Als Wehrungerechtigkeit bezeichnete man den Umstand, dass wegen fehlender Notwendigkeit die Bundeswehr nicht jeden Wehrpflichtigen tatsächlich auch zum Wehrdienst einberief, während grundsätzlich jeder Kriegsdienstverweigerer einen Wehrersatzdienst (im Normalfall Zivildienst) ableisten musste.
Die Wehrungerechtigkeit verschärfte sich bis zur Aussetzung der Wehrpflicht durch die erfolgte Ausmusterung all derer, die bisher T3 (Tauglichkeitsgrad 3) oder T7 gemustert wurden. Somit mussten bis 2011 nur noch weniger als zwei Drittel eines Jahrganges ihren Grundwehr- oder Ersatzdienst ableisten.
So sollten z. B. im Jahr 2003 von den insgesamt 400.000 jungen Männern eines Jahrganges 109.000 Wehrpflichtige ihren Dienst bei der Bundeswehr antreten, während 123.000 Wehrersatzdienstpflichtige zum Zivildienst herangezogen wurden. Das Verhältnis von Wehrpflichtigen, die nicht verweigerten, zu Kriegsdienstverweigerern lag aber bei ungefähr 60 zu 40.
In diesem Zusammenhang war auch der Bericht des Wehrbeauftragten des Deutschen Bundestages interessant. Ein Auszug aus den Daten aus dem Bericht des Wehrbeauftragten aus dem Jahre 2004: Von den Männern des Jahrganges 1980 wurden 440.000 als Wehrpflichtige erfasst.
- 137.500 (31,25 %) leisteten den Wehrdienst
- 139.500 (31,70 %) Wehrpflichtige verweigerten den Dienst
- 12.500 (2,84 %) wandten sich sonstigen Diensten, beispielsweise dem Zivil- und Katastrophenschutz oder dem Entwicklungsdienst zu
- 150.500 (34,20 %) wurden entweder ausgemustert, aus formalen Gründen vom Dienst befreit (z. B. Verheiratete oder wenn die Brüder gedient haben) oder wurden aus sonstigen Gründen nie eingezogen.

Für die Männer des Jahrganges 1983 sah die Ungerechtigkeit noch dramatischer aus:
- 66.798 (15,38 %) leisteten den Wehrdienst
- 101.236 (23,34 %) leisteten Zivildienst, Dienst im Katastrophenschutz oder Entwicklungsdienst oder freiwilliges ökologisches oder soziales Jahr
- 266.057 (61,28 %) leisteten gar keinen Dienst (u. a. Ausgemusterte)

Der Wehrbeauftragte gab folgende Prognose für die folgenden Jahre:
„In späteren Jahrgängen wird sich die Zahl der tatsächlich zum Grundwehrdienst Herangezogenen voraussichtlich verringern, weil zukünftig nur noch 30.000 Grundwehrdienstleistende und 25.000 freiwillig länger Wehrdienstleistende in den Streitkräften dienen sollen.“
In diesem Bezug sollte auch auf das Selbstbild der Bundeswehr zur Wehrgerechtigkeit Bezug genommen werden. In einer Broschüre „Ja, ich bin dabei - Wegweiser für die Wehrpflicht“ weist in Bezug auf die niedrige Anzahl von Wehrpflichtigen und allgemein Dienstpflichtigen die Bundeswehr auf das schwierige Verhältnis zwischen Rechteeingriff und Einberufungsnotwendigkeit hin:
„Staat wie auch Bundeswehr wissen, dass der Grundwehrdienst einen erheblichen Einschnitt in die Lebens und Berufsplanung junger Männer darstellt. Deshalb darf die zeitliche Inanspruchnahme durch die Allgemeine Wehrpflicht nicht länger dauern und die Zahl der Einzuberufenden nicht höher sein, als dies für die Gewährleistung der Sicherheit unseres Landes und für die Einsatzbereitschaft der Bundeswehr unbedingt erforderlich ist.“
„Der Spiegel“ beschrieb im Juni 2010 die Situation der Wehrpflichtigen in der Bundeswehr und geißelte darin auch die Wehrungerechtigkeit.
Helmut Schmidt fasste die Problematik der Wehrungerechtigkeit 1969 wie folgt zusammen: „Wohl muss aber endlich verstanden werden, dass die heutige Wehrungerechtigkeit nur noch wenige Jahre erträglich ist, wenn nicht eine bleibende schwere Schädigung des Vertrauens der jungen Männer und damit der inneren Stabilität des demokratischen Rechtsstaates in Kauf genommen werden soll.“ (Ders.: Strategie des Gleichgewichts, Stuttgart 1969, S. 271)
Adalbert Weinstein resümierte am 15. März 1970 in der FAZ: „Wehrgerechtigkeit gibt es nicht, solange bei der Wehrpflicht geblieben wird.“

## Wirtschaftliche Auswirkungen für Pflichtdienstleistende
Praktisch zerfiel die Wehrungerechtigkeit für die Betroffenen in zwei Härten: Zum einen in einer das Berufsfeld betreffende Härte und zum anderen in eine persönlich-private Härte. Die berufliche Härte ergab sich daraus, dass diejenigen, die dienen mussten, gegenüber ihren Altersgenossen, die nicht dienen mussten, (Mädchen, Ausgemusterte, Freigestellte, Nichtgezogene) in Ausbildung und Beruf ein Jahr im Hintertreffen waren, während die Ungedienten umgekehrt – grundlos und „unverdient“ – vom Staat ein Jahr Vorsprung verschafft bekamen. Praktisch konnten sich daraus für die „Gedienten“ schlechtere Chancen im Wettbewerb auf dem Ausbildungs- und Arbeitsmarkt (bei gleichem Qualifikationsstand ein Jahr älter als Mitbewerber) ergeben, vor allem aber auch beträchtliche finanzielle Einbußen, die aus dem Verlust eines Spitzenjahresgehaltes am Ende des Erwerbslebens und aus den geringeren Rentenansprüchen, die Gedienten aufgrund später beginnender und damit kürzerer bzw. geringerer Beitragszahlungen in die Rentenkasse im Vergleich zu den „Ungedienten“ zustehen, ergeben konnten. In der politischen Diskussion wurde dieser Umstand – dass die einen ihrem regulären Beruf oder zumindest einer zweckmündenden Berufsausbildung nachgehen durften, während andere zu einem niedrigen Sold dienen mussten, bzw. wer etwas für die Allgemeinheit leistete dadurch auch noch ökonomische Nachteile erlitt, während Nichtsleistende durch zusätzlichen Verdienst belohnt wurden – häufig mit der Formel „Die einen dienen, die anderen ver-dienen“ kritisiert.

## Persönliche Auswirkungen für Wehrdienst- und Wehrersatzdienstleistende
Die persönliche Härte für die Dienenden ergab sich aus der Beeinträchtigung der individuellen persönlichen Lebensqualität, als welche die Zeit bei Bundeswehr oder Zivildienst von vielen Betroffenen empfunden wurde und welche die Nichtdienenden nicht auf sich zu nehmen brauchten. So wurde es von vielen jungen Leuten als hochgradig ungerecht empfunden, dass sie ein „trübes“ und „unglückliches“ Leben als Zwangsarbeiter teilweise weit ab vom Heimatort leben mussten, während ihre Altersgenossen gleichzeitig ein glückliches und erfülltes Leben als freie Menschen leben durften.
Beide Härten zusammen summieren sich schließlich zu einer vielfach in die Kritik geratenen Doppelbelastung für die Dienenden im Gegensatz zu den Nichtdienenden: Wer diente, musste am Ende des Dienstjahres nicht nur häufig bilanzieren, dass er ein Jahr auf eine Weise verbracht hatte, das ihn „unglücklich“ gemacht hat, während viele Altersgenossen das zurückliegende Jahr so haben verbringen dürfen, wie sie es gerne wollten und es sie „glücklich“ gemacht hat. Er wurde für das Opfer eines „unglücklich“ verlebten Jahres auch noch zusätzlich gestraft, indem er gegenüber den nichtdienenden Altersgenossen zeitlich im Hintertreffen ist. Die Ungedienten werden dafür, dass sie kein Opfer erbracht haben, gewissermaßen auch noch belohnt, indem sie durch den Vorsprung von einem Jahr in Ausbildung und Beruf besser gestellt waren.

## Wehrgerechtigkeit und Migrationshintergrund
Nach Angaben des Verteidigungsministeriums wurden türkischstämmige Deutsche auffällig selten zum Wehrdienst einberufen. Im Zeitraum von Anfang 2000 bis Herbst 2008 wurden von den 2,3 Millionen Männern, die für tauglich befunden worden waren, nur gut zwei Drittel tatsächlich auch eingezogen. Viele Deutsch-Türken schnitten im Sprachtest so schlecht ab, dass sie dauerhaft zurückgestellt wurden. Dies läuft dem Anspruch, Wehrpflichtige gerecht auszuwählen zuwider.
Männer mit doppelter Staatsangehörigkeit unterliegen rechtlich betrachtet voll der deutschen Wehrpflicht, auch wenn sie noch einen anderen Pass haben. Entscheidend ist der Wohnort.

## Geschlechtergleichstellung
Frauen unterliegen nicht der Wehrpflicht. Die Restriktionen des Art. 12a GG für Frauen im Militär wurden in der Bundesrepublik 1975 im Bereich des Sanitätsdienstes etwas gelockert. Erst nach dem Urteil des EuGh aus dem Jahre 2000 (Kreil-Entscheidung) wurde anerkannt, dass Frauen die Fähigkeit und das Recht haben, auch für den Kampfdienst ausgebildet zu werden und entsprechend eingesetzt zu werden. Laut des Berichts der Militärsoziologin Maja Apelt aus dem Jahre 2011 stehen Soldatinnen hinsichtlich der physischen Belastung im Kampfeinsatz „in keinster Weise“ im Nachteil; die Integration von Frauen in die Bundeswehr bewertete Apelt als gelungen. 
Ebenfalls als Argument gegen eine Wehrpflicht auch für Frauen wurde das Argument angeführt, dass Frauen durch das Gebären und Aufziehen von Kindern bereits einen erheblichen Beitrag für die Gesellschaft leisten würden, der bei Männern entfiele.

## Wehrgerechtigkeit in anderen Ländern
Das Thema Wehrgerechtigkeit hat in anderen Ländern nie den Stellenwert erreicht, wie in Deutschland zur Zeit der Wehrpflicht. Die Problematik ist rückläufig, da der Trend von der allgemeinen Wehrpflicht weg zu Berufsarmeen liegt.
In den USA wurde beispielsweise wenig Wert auf Wehrgerechtigkeit gelegt, es gab zur Zeit des Vietnamkrieges eine Lotterie, um Wehrgerechtigkeit über das Zufallsprinzip zu verwirklichen.
Der Artikel Wehrpflicht bietet einen Überblick zur internationalen Situation.